# Janek Sirrs
Janek Sirrs (* 20. Oktober 1965) ist ein Spezialist für Visuelle Effekte. Für seine Arbeit wurde er drei Mal für den Oscar in der Kategorie Beste visuelle Effekte nominiert, wobei er 2000 für den Film Matrix einen Oscar erhielt.

## Leben
Sirrs' erste Mitarbeit an einem Film war 1988 bei The Fruit Machine - Rendezvous mit einem Killer für Regisseur Philip Saville. Anfang der 1990er Jahre arbeitete er an einer Vielzahl von Filmen mit, darunter beispielsweise 1492 – Die Eroberung des Paradieses von Ridley Scott, für den er später auch in White Squall arbeitete. Es folgten die ersten Hollywood-Blockbuster wie z. B. im Jahr 1993 Last Action Hero oder die beiden Filme Braveheart und Waterworld aus dem Jahr 1995. In den 1990ern arbeitete Sirrs teilweise an mehreren Filmen pro Jahr mit, bei denen er von Actionfilmen bis Komödien verschiedenste Genres abdeckte. Dabei war er für einige Regisseure mehrfach tätig, diese waren z. B. Ron Underwood (4 himmlische Freunde, Mein großer Freund Joe), Tom Shadyac (Der verrückte Professor, Der Dummschwätzer) oder Danny DeVito (Matilda, Gattaca). Mit In einer kleinen Stadt und Dolores war er auch bei zwei Verfilmungen von Romanen des Autors Stephen King beteiligt.
Später war er auch mehrfach für die Brüder Ethan und Joel Coen tätig. So war er für die Visuellen Effekte bei den Filmen Hudsucker – Der große Sprung, The Big Lebowski, The Man Who Wasn’t There und Ladykillers verantwortlich. Ab etwa 2000 beschränkte sich Sirrs auf ein oder zwei Filme pro Jahr, die jedoch zumeist mit aufwändigen Visuellen Effekten ausgestattet waren.
Ein Highlight in Sirrs' Karriere ist die Mitarbeit an den ersten beiden Filmen der Matrix-Trilogie. Für den ersten Teil der Reihe aus dem Jahr 1999 gewann er bei der Oscarverleihung 2000 zusammen mit John Gaeta u. a. den Oscar in der Kategorie Beste visuelle Effekte. Für den Film wurde er auch mit dem BAFTA Award ausgezeichnet und war außerdem für den Saturn Award nominiert. 
2005 und 2006 machte er die Visuellen Effekte in den Filmen Batman Begins und Prestige – Die Meister der Magie von Christopher Nolan. Für ersteren erhielt er erneut Nominierungen für die besten Spezialeffekte bei den BAFTA Awards und den Saturn Awards.
2011 wurde Sirrs für den Film Iron Man 2 zum zweiten Mal für einen Oscar nominiert, konnte diesen jedoch letztendlich nicht gewinnen. Für Marvel’s The Avengers erhielt er bei der Oscarverleihung 2013 erneut eine Nominierung in der Kategorie Beste visuelle Effekte.

## Filmografie (Auswahl)
| - 1990: Memphis Belle - 1992: Flucht aus dem Eis (Map of the Human Heart) - 1992: Peter’s Friends - 1992: 1492 – Die Eroberung des Paradieses (1492: Conquest of Paradise) - 1992: Die Muppets-Weihnachtsgeschichte (The Muppet Christmas Carol) - 1993: Last Action Hero - 1993: 4 himmlische Freunde (Heart and Souls) - 1993: In einer kleinen Stadt (Needful Things) - 1993: Young Americans (The Young Americans) - 1994: Hudsucker – Der große Sprung (The Hudsucker Proxy) - 1994: Ludwig van B. – Meine unsterbliche Geliebte (Immortal Beloved) - 1995: Schneller als der Tod (The Quick and the Dead) - 1995: Dolores (Dolores Claiborne) - 1995: French Kiss - 1995: Braveheart - 1995: Waterworld - 1995: Strange Days - 1996: White Squall – Reißende Strömung (White Squall) - 1996: Davor und danach (Before and After) - 1996: Einsame Entscheidung (Executive Decision) - 1996: The Arrival – Die Ankunft (The Arrival) - 1996: Der verrückte Professor (The Nutty Professor) - 1996: Matilda - 1996: Mars Attacks! - 1996: Ein Präsident für alle Fälle (My Fellow Americans) - 1997: Dante’s Peak | - 1997: Aus dem Dschungel, in den Dschungel (Jungle 2 Jungle) - 1997: Der Dummschwätzer (Liar Liar) - 1997: Anaconda - 1997: Con Air - 1997: Gattaca - 1998: The Big Lebowski - 1998: Die Truman Show (The Truman Show) - 1998: Sechs Tage, sieben Nächte (Six Days Seven Nights) - 1998: Dr. Dolittle - 1998: Pleasantville – Zu schön, um wahr zu sein (Pleasantville) - 1998: Mein großer Freund Joe (Mighty Joe Young) - 1999: Matrix (The Matrix) - 2000: Mission: Impossible II - 2001: Der unauffällige Mr. Crane (The Man Who Wasn’t There) - 2003: Matrix Reloaded (The Matrix Reloaded) - 2003: Die Liga der außergewöhnlichen Gentlemen (The League of Extraordinary Gentlemen) - 2004: Ladykillers (The Ladykillers) - 2005: Batman Begins - 2006: Prestige – Die Meister der Magie (The Prestige) - 2007: I Am Legend - 2010: Iron Man 2 - 2012: Marvel’s The Avengers (The Avengers) - 2013: Die Tribute von Panem – Catching Fire (The Hunger Games: Catching Fire) - 2015: Terminator: Genisys |

## Auszeichnungen und Nominierungen
Oscar
- 2000: Gewinner in der Kategorie Beste visuelle Effekte für Matrix
- 2011: Nominierung in der Kategorie Beste visuelle Effekte für Iron Man 2
- 2013: Nominierung in der Kategorie Beste visuelle Effekte für Marvel’s The Avengers

Saturn Award
- 2000: Nominierung in der Kategorie Beste Spezialeffekte für Matrix
- 2006: Nominierung in der Kategorie Beste Spezialeffekte für Batman Begins
- 2011: Nominierung in der Kategorie Beste Spezialeffekte für Iron Man 2

BAFTA Award
- 2000: Gewinner in der Kategorie Beste visuelle Effekte für Matrix
- 2006: Nominierung in der Kategorie Beste visuelle Effekte für Batman Begins

Satellite Award
- 2010: Nominierung in der Kategorie Beste visuelle Effekte für Iron Man 2

VES Awards
- 2008: Nominierung für I Am Legend
- 2011: Nominierung für Iron Man 2